# К-15
К-15 е македонско хумористично телевизионно предаване, излъчвано в Република Северна Македония. Първите му изяви са от средата на 90-те години на XX в. Предаването е съставено от къси, от 4 до 10 минутни, хумористично-сатирични скечове на македонски език. Участниците в шоуто К-15 участват и в други проекти като: хумористични тв сериали, в клиповете на песните на групата „Дуо трио“, в редица реклами, като гостуващи във филма Бал-кан-кан и др.
„К-15“ е основано от трима актьори от Албанския театър в Скопие – Васко Тодоров, Любчо (Бубо) Каров и Бранко Огняновски. В някои от скечовете им участват и други артисти. Тримата основатели участват и при списването на сценариите и режисирането на предаването.

## История
През 1990 г. тримата основни участници в „К-15“ – Васко Тодоров, Любчо Каров – Бубо и Бранко Огяновски – решават да създадат ново предаване под формата седмично комедийно шоу, което не само да им осигурява препитание в трудните времена, но и да забавлява всички, които познават или са имали опит със социалната и културна специфика в Република Северна Македония.
Предаването „K-15“ се базира на отявлена критика на социалната, политическата и икономическа ситуация в Република Северна Македония с акцент върху нелогичностите в македонското общество, етническата толерантност, стереотипите, темите табу, тези за околната среда и др. Предаването „K-15“ е излъчвано по няколко телевизионни канала като: MTV 1, Sitel, A1 Television, Alfa TV, K-15 TV, Channel 5. През 2008 редакторите на предаването решават да създадат собствен, независим телевизионен канал, известен като K-15 television. Каналът излъчва предимно македонска музика, редувана от скечове и реклами, направени от „K-15“. Каналът е бил достъпен и през сателитната телевизионна мрежа. След поредица от финансови проблеми „К-15“ излъчва последното си предаване на 30 март 2013 г. Това е и датата на последния излъчван епизод. Решението за прекратяване на предаването е обявено няколко месеца по-късно от Любчо Каров.

## Основни персонажи
- Миле Паника (в ролята Бранко Огняновски) е един от тримата най-характерни и разпознаваеми персонажи в предаването К-15, особено популярен в ранния му период. Героят се отличава с характерно произношение (възможен говорен дефект) и често използва сръбски (югославски) изрази, което придава допълнителен хумористичен ефект на неговите реплики.
- Тошо Размирникът (в ролята Васко Тодоров) е вторият от тримата най-характерни и разпознаваеми персонажи в К-15, придобил широка популярност още в ранния етап на предаването. Тошо често изпада в абсурдни ситуации, ставайки жертва на инциденти и несправедливо отношение – неслучайно носи прозвището „Размирникът“. Характерен е с употребата на скопски жаргон и с често повтаряната от него реплика „батка“, с която се обръща към околните.[4]
- Цацко Конопишки (в ролята Люпчо Каров) е третият от най-характерните и запомнящи се персонажи в К-15, популярен още от самото начало на предаването. Произхожда от село Конопище, близо до Кавадарци – също като актьора Бубо Каров – и често говори на характерния кавадарски диалект. Именно този езиков колорит придава допълнителен хумористичен ефект на неговите реплики.
- Ристо (в ролята Васко Тодоров) е персонаж, представящ типичния македонски земеделец. Произхожда от района на Струмица и говори на местния диалект, което допринася за автентичността и хумора в образа му. Отличителна черта на речта му е честото – и комично – използване на фразата „разбираш“, характерна за регионалния жаргон.
- Блажо (в ролята Бранко Огняновски) е персонаж, представящ типичния македонски фермер. Произхожда от района на Струмица – Радовиш и говори на съответния местен диалект, който придава допълнителен реализъм и хумористичен нюанс на образа. Най-често се появява в тандем с Ристо, като двамата формират комичен дует, отразяващ живота на обикновените хора в селските райони на Македония.
- Полицаят (в ролята Васко Тодоров) е персонаж, представящ стереотипния образ на полицай в Македония. Обикновено остава неназован, но се отличава с характерна мудност, липса на особена образованост и комично неразбиране на ситуацията. Чрез него сатирично се изобразява бюрократичната и понякога абсурдна страна на институциите.
- Албанецът (в ролята Бранко Огняновски) е стереотипен персонаж, който се появява в скечове с подчертана сатирична насоченост към междуетническите отношения в Македония, особено между албанци и македонци. Понякога иронично е наричан Зоран – име нетипично за албанците, което, произнасяно с характерния му акцент, добавя хумористичен ефект. Героят се представя като находчив, понякога наивно симпатичен и интелигентен, макар че не винаги отговаря на това впечатление. Отличава се с произношение, типично за албанската общност в Република Северна Македония, което също допринася за хумора.
- Гъркът (в ролята Бранко Огняновски) е персонаж, който се отличава с перука си от дълга къдрава коса и с отчетлив гръцки акцент, с който произнася македонски думи. Често е наричан Йорго – име, подчертаващо националната му принадлежност. Образът му обикновено представя персонаж с по-висока социална и икономическа позиция спрямо македонците, като често демонстрира пренебрежително, дори обидно и унизително отношение към тях. Сатиричният характер на героя цели да осветли социалните и национални стереотипи в контекста на македоно-гръцките отношения.
- Охриджанецот (в ролята Бранко Огняновски) е персонаж, представящ типичния жител на Охрид. Отличава се с характерния охридски диалект и с подчертана нетолерантност към „скопците“ – нарицателно, използвано в туристически контекст за посетителите от столицата Скопие. Образът му пародира локалния патриотизъм и противопоставянето между регионите в страната. Понякога, макар и рядко, героят е наричан с имена като Климе, Наум или Наумче, в тон с охридската традиция.
- Джони Дзанак (в ролята Бранко Огняновски) е стереотипен образ на македонски наркоман, често представян в състояние на наркотично опиянение или абстиненция. Говори бавно, с неясна дикция, и редовно използва фразата „Джони“, която се превръща в негова отличителна реплика. Персонажът е сатирично преувеличение, целящо да осмее социални проблеми, свързани с наркотичната зависимост и маргинализираните групи в обществото.

## Признание
- На 26 декември 2023 г. президентът на Македония Стево Пендаровски награждава триото К-15” с „Орден за заслуги“.[5]